# Ștefan Procopiu
Ștefan Procopiu (prononciation roumaine: [ʃtefan prokopi.u]), (19 janvier 1890 - 22 août 1972) était un physicien roumain.

## Biographie
Procopiu est né en 1890 à Bârlad, Roumanie. Son père, Emanoil Procopiu, était employé au palais de justice de Bârlad. Sa mère, Ecaterina Tașcă était la sœur de Gheorghe Tașcă. Il a fréquenté le lycée Gheorghe Roșca Codreanu à Bârlad de 1901 à 1908, poursuivant ses études à la faculté des sciences de l'Université Alexandru Ioan Cuza de Iași. Après l'obtention de son diplôme, il devient assistant du professeur Dragomir Hurmuzescu.
En 1919, il obtint une bourse pour poursuivre ses études à Paris, assistant à des cours donnés par des scientifiques célèbres, tels que Gabriel Lippmann, Marie Curie, Paul Langevin, Aimé Cotton. Le 5 mars 1924, Procopiu obtient le titre de docteur en physique avec la thèse intitulée "Sur la biréfringence électrique des suspensions" présentée à une commission comprenant le professeur Aimé Cotton en tant que coordinateur et Charles Fabry et Henri Mouton en tant que contre-examinateurs.
Après son retour en Roumanie le 15 janvier 1925, il enseigne la gravitation, la chaleur et l'électricité au département de l'Université Alexandru Ioan Cuza de Iași, remplaçant son ancien professeur Dragomir Hurmuzescu, qui avait pris sa retraite. Procopiu a coordonné le département jusqu'à sa retraite en 1962. Dans le même temps, il a été nommé professeur à l'Université technique Gheorghe Asachi de Iași.
En 1939, Ștefan Procopiu publie son traité intitulé Électricité et magnétisme, suivi en 1948 par sa monographie, Thermodynamique.
Procopiu était aussi profondément impliqué dans la vie culturelle de la ville de Iași. Il était un membre actif du conseil d'administration du théâtre national "Vasile Alecsandri" de Iași.
Ștefan Procopiu est décédé le 22 août 1972 à Iași, Roumanie, à l'âge de 82 ans.

## Distinctions
En juin 1948, il fut nommé membre correspondant de l'Académie roumaine, et promu membre à part entière le 2 juillet 1955. En 1964, il reçut le prix de l'État roumain. Il a également été décoré de l'ordre du travail (ordinul muncii), l'ordre de l'Étoile de Roumanie et de l'ordre du mérite scientifique.
Procopiu a également été sélectionné deux fois comme membre de la Commission pour l'attribution du prix Nobel.
L'un des musées du palais de la Culture de Iași porte son nom: le musée des sciences et techniques Ștefan Procopiu. En 1990, un timbre à son effigie a été émis par la poste roumaine à l'occasion du centenaire de sa naissance.

## Activité scientifique

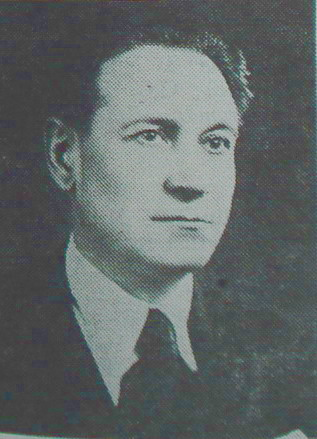
Ștefan Procopiu, photo publiée dans le Dictionnaire des personnalités roumaines de la science et de la technologie, Bucarest, 1982

Ștefan Procopiu a entrepris des recherches scientifiques avant même d'être diplômé. Il a poursuivi cette activité pendant qu'il était professeur adjoint.

### Le moment magnétique de l'électron
Le premier article important de Ștefan Procopiu porte sur la Détermination du moment magnétique moléculaire par la théorie quantique de M. Planck. Après avoir étudié la théorie quantique de Planck et la théorie du magnétisme de Langevin, il établit le moment magnétique de l'électron et détermina la constante physique du moment magnétique, nommé magnéton. Ștefan Procopiu a publié ses résultats deux ans avant que Niels Bohr fasse indépendamment la même découverte.
Poursuivant ses études, en 1954, il établit une méthode pour la détermination expérimentale du magnéton, qu'il améliora en 1963.

### Autres recherches avant et pendant la Première Guerre mondiale
Ștefan Procopiu a également travaillé sur les communications sans fil et a publié en 1913 un article intitulé Recherche expérimentale sur la télégraphie sans fil. En 1916, il a inventé un dispositif pour localiser et établir la profondeur des balles dans le corps des soldats blessés.

### Dépolarisation longitudinale de la lumière

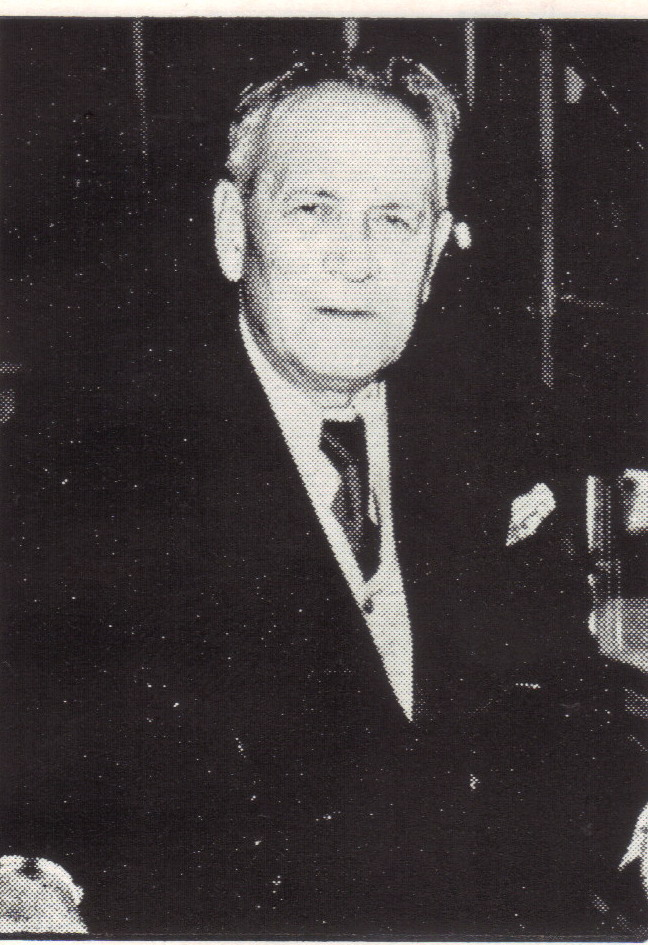
Ștefan Procopiu, photo publiée dans l'ouvrage Histoire de l'Université de Iasi, Éditions Junimea, Iasi, 1985

En 1921, Procopiu découvre et analyse au Laboratoire de physique de l'Université de Paris un nouveau phénomène optique qui consiste en la dépolarisation longitudinale de la lumière par des suspensions et des colloïdes. En 1930, le phénomène a été nommé "phénomène Procopiu" par le professeur Augustin Boutaric. Une partie de cette recherche a été incluse dans la thèse de doctorat de Procopiu.

### Force électromotrice des éléments galvaniques
En 1930, étudiant l'effet Barkhausen, Stefan Procopiu découvre un effet circulaire de discontinuité magnétique. En 1951, cet effet a été nommé effet Procopiu. Cette découverte a eu d'importantes applications dans le développement des mémoires d'ordinateurs.

### Études du champ magnétique terrestre
Ștefan Procopiu a continué de s'intéresser au magnétisme terrestre. Pendant 25 ans, il a étudié ce phénomène en Roumanie et développé des cartes magnétiques du pays. Il a également identifié l'anomalie magnétique située sur la ligne Iași - Botoșani.
En 1947, Procopiu a identifié une variation du champ magnétique de la Terre, avec une périodicité d'environ 500 ans, indiquant que, à partir de 1932, le moment magnétique de la Terre augmente depuis l'équateur aux pôles magnétiques,.